# Sven Jonasson
Pour les articles homonymes, voir Jonasson.
Sven Jonasson est un footballeur suédois, né le 9 juillet 1909 à Borås et mort le 17 septembre 1984 à Varberg.

## Biographie
En tant qu’attaquant, il est international suédois à 42 reprises (1932-1940) pour 20 buts.
Il participe à la Coupe du monde de football de 1934, en Italie. Il est titulaire dans tous les matchs (Allemagne et Argentine) et inscrit deux buts contre l’Argentine (9e et 67e minutes). La Suède est éliminée en quarts par l’Allemagne (0-2).
Ensuite il participe aux Jeux olympiques 1936 à Berlin. La Suède affronte le Japon. Il est titulaire mais après avoir mené 2 buts à 0, le Japon gagne le match (3-2) et élimine la Suède. Sven Jonasson ne marque pas de but.
Il inscrit un but sur penalty dans les éliminatoires de la coupe du monde 1938 contre l’Estonie (7-2). Il contribue à qualifier son pays pour la Coupe du monde 1938 en France.
En phase finale, en plus d’être titulaire dans tous les matchs (Brésil, Hongrie et Cuba), il inscrit un but à la 28e minute du match pour la 3e place contre le Brésil, malgré la défaite 4 buts à 2, après avoir mené 2 buts à 0.
Il joue toute sa carrière au IF Elfsborg, de 1927 à 1946. Il est champion de Suède en 1936, en 1939, en 1940, et second en 1943, en 1944 et en 1945. Il est finaliste de la coupe de Suède en 1942. Il est deux fois meilleur buteur du championnat de Suède en 1934 (20 buts) et en 1936 (24 buts). 
Il établit le record de buts marqués en Allsvenskan (252 buts) et le plus grand nombre de matchs joués consécutivement (344 matchs de 1927 à 1941).

## Clubs
- 1927-1946 :  IF Elfsborg

## Palmarès
- Championnat de Suède de football
  - Champion en 1936, en 1939 et en 1940
  - Vice-champion en 1943, en 1944 et en 1945
- Coupe de Suède de football
  - Finaliste en 1942